# Konventionen mellan Sverige och Norge om gränsöverskridande renskötsel
 Konventionen mellan Sverige och Norge om gränsöverskridande renskötsel  är en ännu ej ratificerad konvention om renskötsel.
Konventionen mellan Sverige och Norge om gränsöverskridande renskötsel undertecknades av Sveriges jordbruksminister Eskil Erlandsson och Norges landbruks- och matminister Lars Peder Brekk i Oslo i oktober 2009. Den då uttalade målsättningen var att konventionen skulle träda i kraft under 2010 efter ratificering av de båda ländernas parlament och inkorporering i respektive nationella rätt. Konventionen har ännu (juli 2021) inte ratificerats.
Konventionen är avsedd att komplettera Lappkodicillen och ersätta 1972 års svensk-norska renbeteskonvention, vars giltighetstid löpte ut 2005. Arbetet har föregåtts av utredningsarbete av 1997 års svensk-norska renbeteskommission med ett betänkande i maj 2001, samt av förhandlingar mellan två av de båda regeringarna utsedda förhandlingsdelegationer. Dessa leddes till en början från februari 2002 på norsk sida av ambassadören Kjell Eliassen och på svensk sida av ambassadören Lars Norberg, vilken senare skiljdes från uppdraget i april 2005 av jordbruksminister Ann-Christin Nykvist efter att ha förespråkat en mot norska regeringen mindre eftergivlig förhandlingslinje än traditionellt inför tidigare renbeteskonventioner. Förhandlingarna har i slutskedet fram till februari 2009 letts av förre norske landbruksdirektören vid lantbruksdepartementet Almar Sagelvmo och förre generaldirektören för svenska Fiskeriverket Karl Olov Öster. 
Konventionen ska gälla i 30 år, och förlängas med tio år i taget utan sista giltighetsdatum, om den inte sägs upp senast fem år före dess utgång av endera parten. Det till konventionen bilagda områdesprotokollet omfattar 24 områden i för svenskt renbete i Norge, 16 områden för norskt renbete i Sverige och ett område i vardera Sverige och Norge för gemensamt svenskt och norskt renbete. I konventionen fastslås att den inte påverkar frågan om den på sedvana grundade rätten till renbete för ett lands renskötare i det andra landet. Talan om sådan rätt kan utan hinder av konventionen väckas i norsk domstol (alders tids bruk) respektive Sverige (urminnes hävd). Ett för en renskötare positivt domslut i sådan fråga har företräde framför konventionen.  
Förutom reglering av den gränsöverskridande renskötseln avses att inrätta två mellanstatliga organ med domstols ställning, Svensk-norska renbetesnämnden och Svensk-norska överprövningsnämnden för renskötsel.  
Sametinget sade nej till konventionen i oktober 2010. Därefter har en samisk arbetsgrupp med representanter för både norska och svenska samer arbetat med att ta fram ett nytt förslag till konventionstext.